# لي واست
لي واست (بالفرنسية: Le Wast)‏ هي بلدية تقع في إقليم باد كاليه من منطقة نور با دو كاليه في شمال فرنسا. تبلغ مساحة هذه المدينة 0.9 (كم²)، وترتفع عن سطح البحر 52 م، يبلغ عدد سكانها 200 نسمة حسب إحصاء المعهد الوطني للإحصاء والدراسات الاقتصادية سنة 2009 م. وترأس البلدية خلال فترة (2008-2014).